# Bosworth
Bosworth és una població dels Estats Units a l'estat de Missouri. Segons el cens del 2000 tenia 382 habitants.

## Demografia
Segons el cens del 2000, Bosworth tenia 382 habitants, 153 habitatges, i 102 famílies. La densitat de població era de 268,2 habitants per km².
Dels 153 habitatges en un 30,7% hi vivien nens de menys de 18 anys, en un 56,9% hi vivien parelles casades, en un 6,5% dones solteres, i en un 32,7% no eren unitats familiars. En el 26,8% dels habitatges hi vivien persones soles el 16,3% de les quals corresponia a persones de 65 anys o més que vivien soles. El nombre mitjà de persones vivint en cada habitatge era de 2,5 i el nombre mitjà de persones que vivien en cada família era de 3,09.
Per edats la població es repartia de la següent manera: un 29,1% tenia menys de 18 anys, un 6,8% entre 18 i 24, un 24,6% entre 25 i 44, un 20,2% de 45 a 60 i un 19,4% 65 anys o més.
L'edat mediana era de 37 anys. Per cada 100 dones de 18 o més anys hi havia 97,8 homes.
La renda mediana per habitatge era de 25.357 $ i la renda mediana per família de 28.750 $. Els homes tenien una renda mediana de 23.250 $ mentre que les dones 17.292 $. La renda per capita de la població era d'11.526 $. Entorn de l'11,7% de les famílies i el 15,4% de la població estaven per davall del llindar de pobresa.

## Poblacions més properes
El següent diagrama mostra les poblacions més properes.